# Näis kengis
Näis kengis è il secondo album di studio del rapper finlandese Brädi, pubblicato dalla Rähinä Records il 7 dicembre 2012. L'album entrò nella classifica degli album più venduti raggiungendo la 39ª posizione.

## Tracce
1. Mentävä on (testo: K. Härkönen – musica: H. Lanz)
2. Räppijätki (testo: K. Härkönen – musica: H. Lanz)
3. Lämpöö (feat. Redrama) (testo: K. Härkönen, L. Mellberg – musica: H. Lanz)
4. Herrasmies (feat. Vesa Sade) (testo: K. Härkönen, H. Lanz, V. Matara – musica: H. Lanz)
5. Yksi ja ainoa (feat. Sami Saari) (testo: T. Kiiskinen, K. Härkönen – musica: T. Kiiskinen H. Lanz)
6. Happee (feat. Illi) (testo: K. Härkönen, A. Sariola – musica: S. Aalto A. Sariola)
7. Näis kengis (feat. SP e Kalle Kinos) (testo: K. Härkönen, A. Keskinen, K. Kinos – musica: T. Koskenoja, H. Lanz)
8. Susijengi 2.0 (feat. Timo Pieni Huijaus e Uniikki) (testo: T. Snellman, K. Härkönen, D. Tolppanen – musica: K. Laiho)
9. Kotona (feat. Panu Willman) (testo: K. Härkönen, S. Aalto – musica: S. Aalto)
10. Ei kiirettä (feat. Iso H e Tasis) (testo: K. Härkönen H. Rosenberg, M. Wettenranta – musica: H. Lanz, M. Wettenranta)
11. Jalanjälki (feat. Elastinen, Cheek e Osmo Ikonen) (testo: K. Härkönen, K. Laiho, J. Tiihonen, O. Ikonen – musica: H. Lanz, O. Ikonen)

## Classifica
| Classifica | Massima posizione |
| ---------- | ----------------- |
| Finlandia  | 39                |